# Требич-турнир

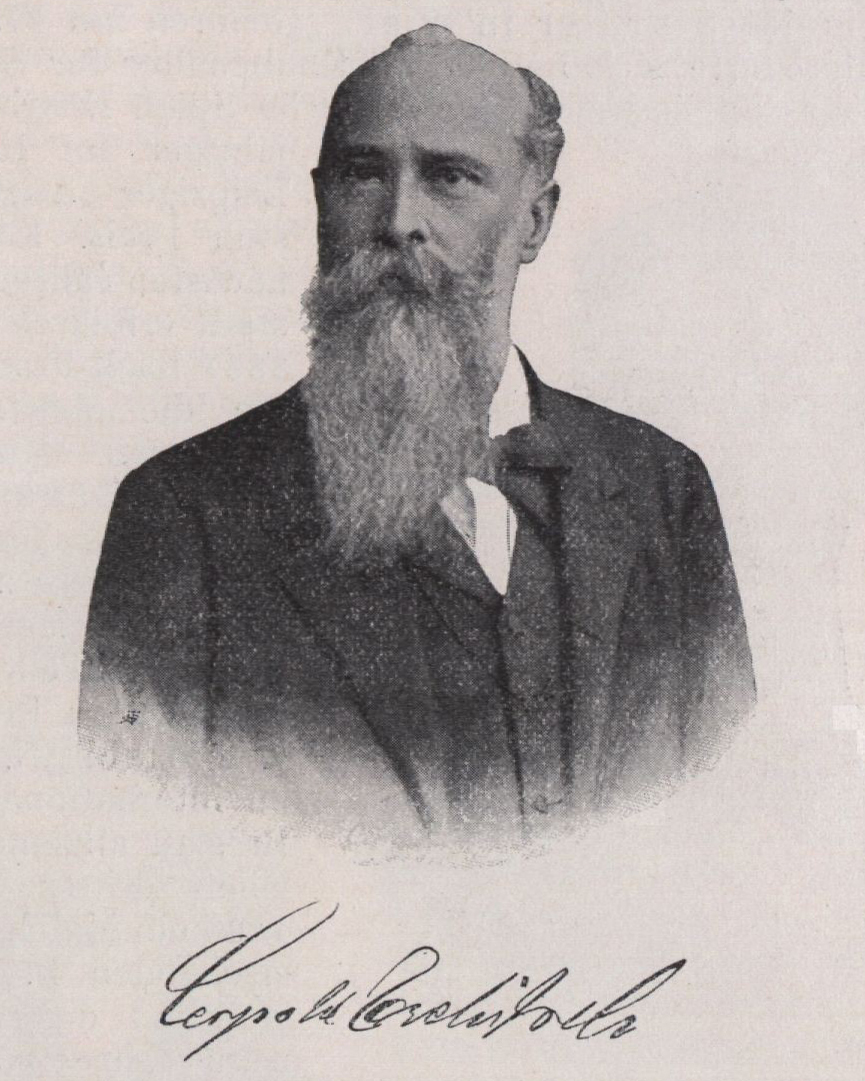
Л. Требич. Фото из журнала "Wiener Schachzeitung" (январь — февраль 1907 г.)

Требич-турнир — традиционный шахматный турнир, проводившийся в Вене в период с 1907 по 1938 гг.
В русскоязычных источниках соревнование обычно именуется Требич-турниром. Другое название — мемориал Леопольда Требича (англ. Leopold Trebitsch Memorial Tournament).
Турнир был организован в память об австрийском промышленнике и любителе шахмат Леопольде Требиче (нем. Leopold Trebitsch, 1842—1906). Семья Требича выделила Венскому шахматному клубу (нем. Wiener Schachklub) 100 тыс. австро-венгерских крон на организацию соревнования. Сам Требич умер за месяц до начала первого турнира, поэтому соревнованию сразу было присвоено его имя.
Больше всего побед в Требич-турнирах одержал К. Шлехтер (6). Благодаря Шлехтеру Требич-турниры оставались единственными соревнованиями с высоким статусом во время Первой мировой войны. После смерти Шлехтера в 1918 г. в истории турнира случился перерыв. Соревнования возобновились в 1926 г. по инициативе Оскара Требича, сына Леопольда Требича. Турниры проводились почти каждый год вплоть до аншлюса Австрии. После Второй мировой войны к практике проведения Требич-турниров не возвращались.

## Победители турниров
| №  | Год       | Победитель                     | +   | −   | =   | Результат | Примечания                  |
| -- | --------- | ------------------------------ | --- | --- | --- | --------- | --------------------------- |
| 1  | 1907      | Мизес, Жак                     | 9   | 2   | 2   | 10 из 13  | Основная статья — Вена 1907 |
| 2  | 1909 / 10 | Рети, Рихард                   |     |     |     |           | Основная статья — Вена 1909 |
| 3  | 1910 / 11 | Шлехтер, Карл                  |     |     |     | 10 из 11  | Основная статья — Вена 1910 |
| 4  | 1911 / 12 | Шлехтер, Карл                  |     |     |     | 7 из 11   | Основная статья — Вена 1911 |
| 5  | 1913      | Шлехтер, Карл                  | 10  | 0   | 8   | 14 из 18  | Основная статья — Вена 1913 |
| 6  | 1914      | Шлехтер, Карл                  | 10  | 1   | 3   | 11½ из 14 | Основная статья — Вена 1914 |
| 7  | 1915      | Шлехтер, Карл                  |     |     |     | 6½ из 12  | Основная статья — Вена 1915 |
| 8  | 1916 / 17 | Шлехтер, Карл                  |     |     |     |           | Основная статья — Вена 1916 |
| 9  | 1917 / 18 | Видмар, Милан                  |     |     |     | 8 из 12   | Основная статья — Вена 1917 |
| 10 | 1926      | Шпильман, Рудольф              | 6   | 0   | 5   | 8½ из 11  | Основная статья — Вена 1926 |
| 11 | 1927      | Грюнфельд, Эрнст               | 8   | 1   | 2   | 9 из 11   | Основная статья — Вена 1927 |
| 12 | 1928      | Грюнфельд, Эрнст Такач, Шандор | 4 4 | 1 1 | 5 5 | 6½ из 10  | Основная статья — Вена 1928 |
| 13 | 1929 / 30 | Кмох, Ганс Шпильман, Рудольф   |     |     |     |           | Основная статья — Вена 1929 |
| 14 | 1931      | Беккер, Альберт                | 10  | 1   | 2   | 11 из 13  | Основная статья — Вена 1931 |
| 15 | 1932      | Беккер, Альберт                | 7   | 0   | 4   | 9 из 11   | Основная статья — Вена 1932 |
| 16 | 1933      | Грюнфельд, Эрнст Мюллер, Ганс  | 8 7 | 2 1 | 5 7 | 10½ из 15 | Основная статья — Вена 1933 |
| 17 | 1934      | Беккер, Альберт                | 10  | 2   | 3   | 11½ из 15 | Основная статья — Вена 1934 |
| 18 | 1935      | Штейнер, Лайош Элисказес, Эрих | 6 5 | 1 0 | 4 6 | 8 из 11   | Основная статья — Вена 1935 |
| 19 | 1936      | Фридман, Хенрик                | 9   | 1   | 5   | 11½ из 15 | Основная статья — Вена 1936 |
| 20 | 1937      | Штейнер, Лайош                 | 6   | 0   | 5   | 8½ из 11  | Основная статья — Вена 1937 |